# توماس بيخام
توماس بيخام (بالإنجليزية: Thomas Beecham)‏ (و. 1879 – 1961 م) هو قائد أوركسترا بريطاني، ولد في سانت هلنز، بدأ مشواره المهني سنة 1899، توفي في لندن، عن عمر يناهز 82 عاماً ، بسبب خثار تاجي.

## التعليم
تعلم في كلية وادهام، وتعلم في Rossall School ‏
.

## جوائز
حصل على جوائز منها:
- Royal Philharmonic Society Gold Medal  [لغات أخرى]‏ في 1928
- وسام جوقة الشرف من رتبة فارس
- نيشان تاج إيطاليا من رتبة قائد ‏

## وصلات خارجية
- توماس بيخام في قاعدة بيانات الأفلام على الإنترنت